# Vinko Golob
Vinko Golob (22. dubna 1921 Bileća – 5. září 1995 Lugano) byl jugoslávský fotbalový útočník slovinského původu a jugoslávský reprezentant.

## Rodina
Měl pět sourozenců. Jeho otcem byl Slovinec Leopold Golob (1890 Ptuj – 1956 Varaždin). Jeho matkou byla Elvira Ana Golob, rozená Zagorc (14. března 1899 Bileća – 1994 Varaždin), jejíž oba rodiče Andrej (31. března 1851 Budna vas – 12. února 1934 Bileća) i Tereza (10. srpna 1861 – 31. května 1927) pocházeli ze Slovinska.

## Fotbalová kariéra

### Klubový fotbal
S fotbalem začal v roce 1935 ve Slaviji Varaždin, v letech 1936 – 1940 už hrál za její „A“ mužstvo. Roku 1940 přestoupil do záhřebské Concordie, se kterou v roce 1942 vyhrál chorvatskou ligu (Nezávislý stát Chorvatsko).
Od roku 1945 hrál za Dinamo Záhřeb, kde převzal Wölflovu úlohu během jeho zranění kolene. V sezoně 1945/46 nastoupil za Dinamo k 18 zápasům v ligové kvalifikaci chorvatských mužstev do jugoslávské nejvyšší soutěže pro ročník 1946/47, vstřelil v nich 14 branek. Nastupoval většinou pod hrotem nebo jako spojka, byl technicky zdatným tvůrcem hry. V roce 1947 se stal prvním poválečným jugoslávským internacionálem, když přestoupil do pražských Bohemians.
Nedlouho po únoru 1948 se vrátil do Jugoslávie. Dále působil na jaře 1949 ve francouzském Toulouse FC. V sezoně 1949/50 hrál nejvyšší italskou soutěž v Benátkách. V Serii A debutoval 25. září 1949 v domácím zápase proti AC Milán (prohra 1:4). Kariéru ukončil ve třetiligovém Vigevanu po vítězství v Serii C v ročníku 1951/52. Po ukončení hráčské kariéry zůstal v Itálii, zemřel ve Švýcarsku.

### Reprezentace
V jugoslávském národním týmu nastoupil k jedinému utkání 27. června 1948 v Bělehradu proti Albánii, které skončilo bezbrankovou remízou.

## Ligová bilance
| Ročník                        | Zápasy | Góly | Klub               |
| ----------------------------- | ------ | ---- | ------------------ |
| Jugoslávská Prva liga 1946/47 | 9      | 2    | Dinamo Záhřeb      |
| Státní liga 1946/47           | 13     | 16   | Bohemians Praha    |
| Státní liga 1947/48           | 19     | 11   | Bohemians Praha    |
| Státní liga 1948              | 9      | 2    | Bohemians Vršovice |
| Ligue 1 1948/49               | 16     | 7    | Toulouse FC        |
| Serie A 1949/50               | 21     | 5    | AC Venezia         |
| CELKEM 1. LIGA (od 1945)      | 87     | 43   |                    |